# William Addison Dwiggins

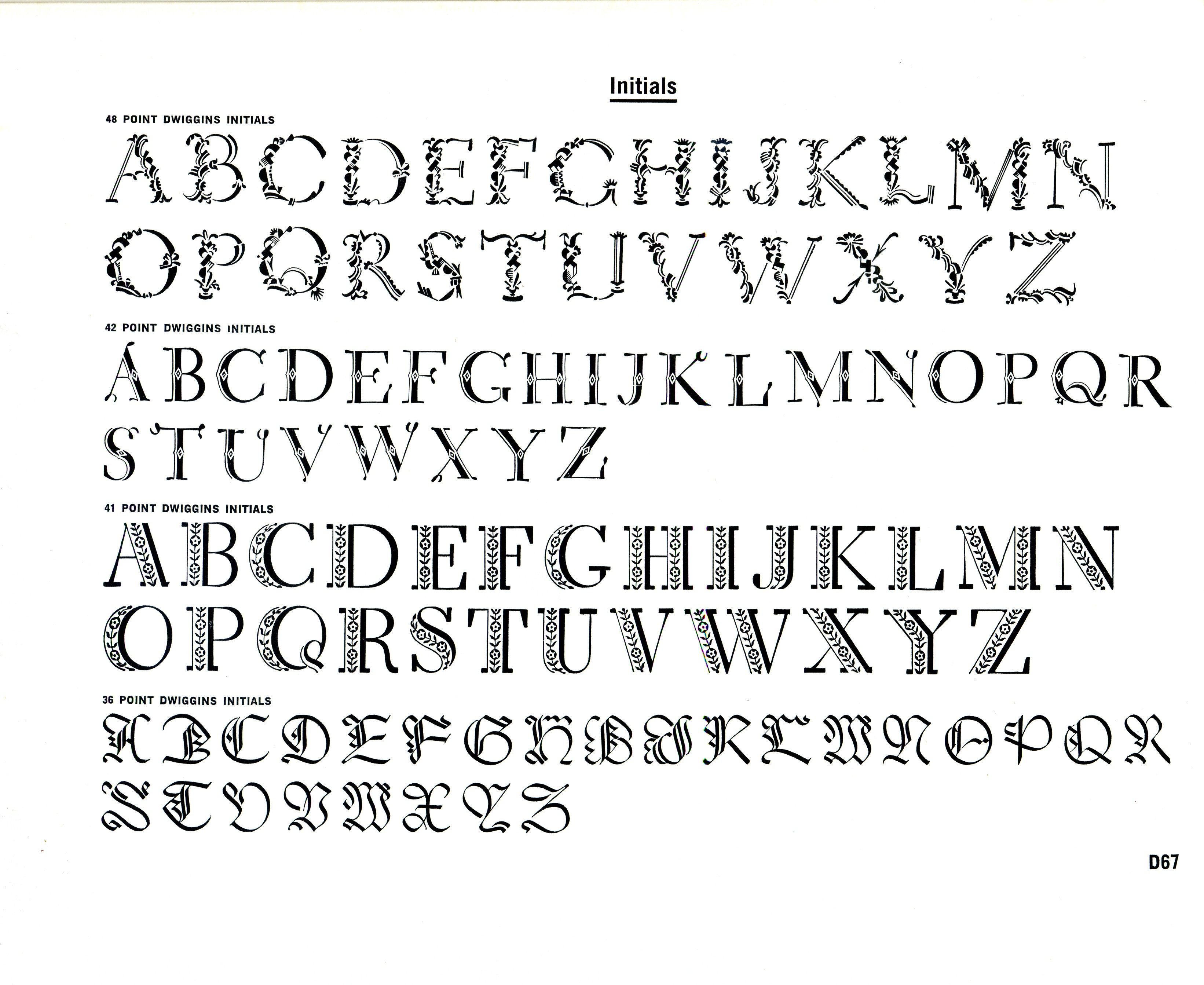
Initialen, ontworpen door Dwiggins

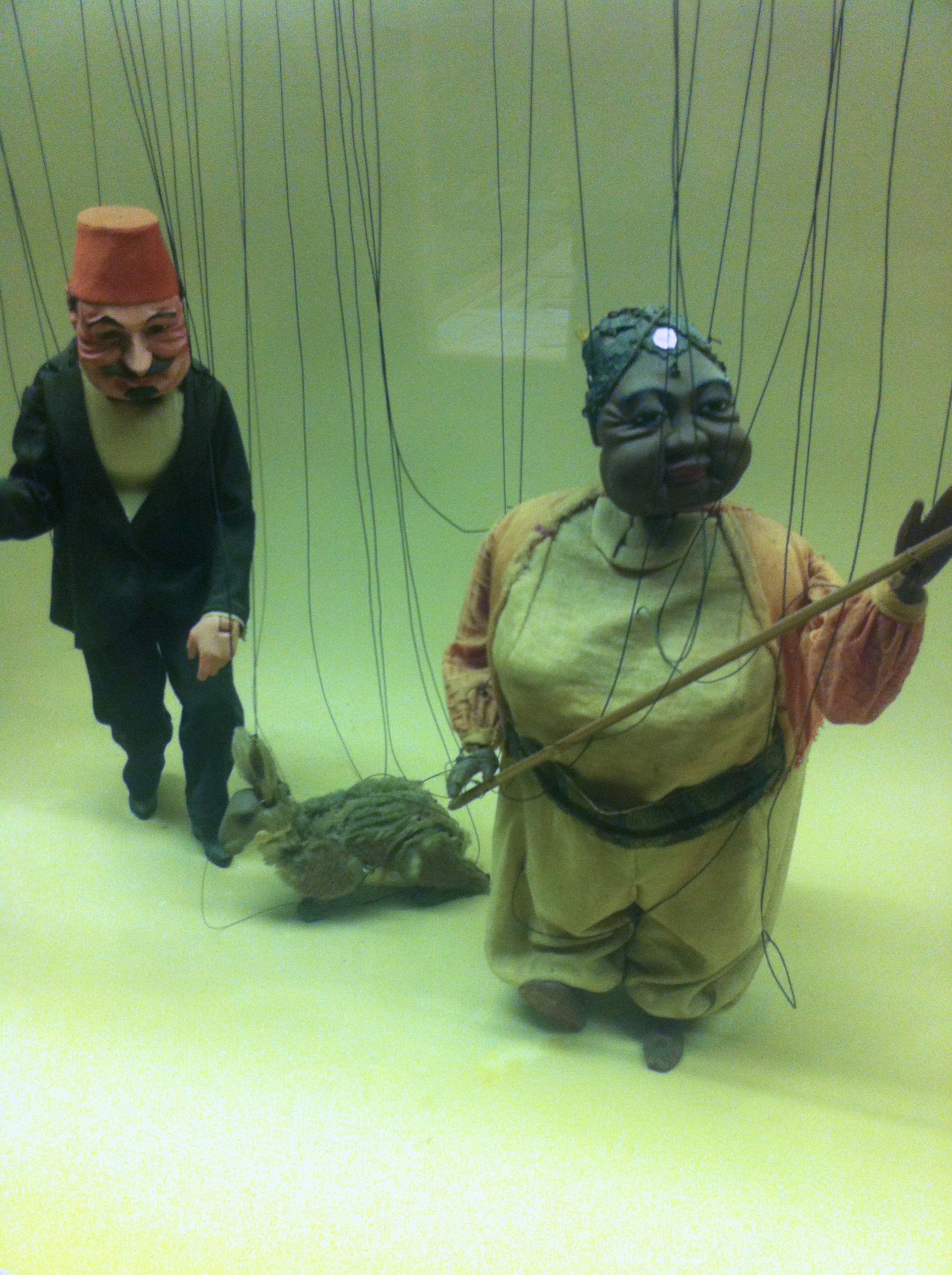
Enkele marionetten gemaakt door Dwiggins

William Addison Dwiggins (Martinsville (Ohio), 19 juni 1880 – Hingham (Massachusetts), 25 december 1956) was een Amerikaans letterontwerper, typograaf, illustrator, kalligraaf en poppenspeler. Hij wordt beschouwd als de belangrijkste Amerikaanse grafisch ontwerper van de eerste helft van de twintigste eeuw. Hij was trouwens in de Verenigde Staten de eerste die zichzelf omschreef als grafisch ontwerper.

## Biografie
Dwiggins studeerde aan de Frank Holme School of Illustration in Chicago bij Frederic W. Goudy en werkte vanaf 1906 in de reclame en kalligrafie. Hij was directeur van Harvard University Press in 1917-1918 en legde zich daarna vooral toe op lettertype- en boekontwerpen. Hij werkte voor de Mergenthaler Linotype Company, de Yale University Press en de uitgeverij Alfred A. Knopf, waarvoor hij de huisstijl (met het borzoi-embleem) mee hielp uitwerken. 
Hij maakte ontwerpen voor meer dan 300 Knopf-uitgaven. In elk boek dat hij ontwierp stond in de colofon een korte geschiedenis van het gebruikte lettertype.
Voor Linotype ontwierp hij onder meer de lettertypes Electra, Eldorado, Metro en Caledonia.
Dwiggins illustreerde ook een aantal boeken (o.m. de uitgave van Strange case of Dr. Jekyll and Mr. Hyde van Robert Louis Stevenson bij Random House in 1929, en Gargantua and Pantagruel van François Rabelais, in 5 delen bij The Limited Editions Club in 1936) en schreef zelf Layout in Advertising (1928), Marionette in Motion (1939, over het poppenspel) en Millennium 1 (1945, een sciencefictionverhaal verschenen bij Knopf).
Dwiggins maakte zelf marionetten; zijn collectie, samen met zijn archief bestaande uit boeken, lettertypes, grafiek, kalligrafie en meubels, bevindt zich in het Rare Books and Manuscripts Department van de Boston Public Library (BPL). Dorothy Abbe, die jarenlang bij Dwiggins studeerde en werkte, heeft het grootste deel van de collectie aan de BPL geschonken. Zij schreef ook verscheidene werken over leven en werk van Dwiggins.